# Daniele Fontecchio
Daniele Fontecchio (* 29. Dezember 1960 in Pescara) ist ein ehemaliger italienischer Hürdenläufer, der sich auf die 110-Meter-Distanz spezialisiert hatte. Seinen größten sportlichen Erfolg feierte er mit dem Gewinn der Silbermedaille über 60 m Hürden bei den Halleneuropameisterschaften 1986 in Madrid.

## Sportliche Laufbahn
Erste internationale Erfahrungen sammelte Daniele Fontecchio vermutlich im Jahr 1981, als er bei den Halleneuropameisterschaften in Grenoble mit 6,79 s im Halbfinale über 50 Hürden ausschied. Im Juli belegte er bei der Sommer-Universiade in Bukarest in 14,06 s den siebten Platz über 110 m Hürden, ehe er beim IAAF World Cup in Rom in 13,90 s auf den sechsten Platz gelangte. Im Jahr darauf schied er bei den Halleneuropameisterschaften in Mailand mit 8,17 s im Semifinale im 60-Meter-Hürdenlauf aus und im September kam er bei den Freiluft-Europameisterschaften in Athen mit 14,01 s nicht über die Vorrunde über 110 m Hürden hinaus. 1983 schied er bei den Halleneuropameisterschaften in Budapest mit 7,77 s erneut im Halbfinale über 60 m Hürden aus und im August schied er bei den erstmals ausgetragenen Weltmeisterschaften in Helsinki mit 14,05 s in der ersten Runde über 110 m Hürden aus. Daraufhin gewann er bei den Mittelmeerspielen in Casablanca in 13,64 s die Bronzemedaille hinter den Spaniern Javier Moracho und Carlos Sala. Im Jahr darauf belegte er bei den Halleneuropameisterschaften in Göteborg in 7,81 s den fünften Platz über 60 m Hürden und im Sommer schied er bei den Olympischen Sommerspielen in Los Angeles mit 13,86 s im Semifinale über 110 m Hürden aus. 1985 wurde er bei den Halleneuropameisterschaften in Piräus in 7,72 s Vierter über 60 m Hürden und im Jahr darauf gewann er bei den Halleneuropameisterschaften in Madrid in 7,70 s die Silbermedaille hinter dem Spanier Javier Moracho. Im August erreichte er bei den Europameisterschaften in Stuttgart das Halbfinale über 110 m Hürden und schied dort mit 13,89 s aus. 1987 beendete er dann seine aktive sportliche Karriere im Alter von 27 Jahren.
In den Jahren von 1981 bis 1986 wurde Fontecchio italienischer Meister im 110-Meter-Hürdenlauf. Zudem wurde er von 1982 bis 1985 Hallenmeister über 60 m Hürden.

## Persönliche Bestleistungen
- 110 m Hürden: 13,4 s (+0,8 m/s), 16. Juli 1985 in Nizza
  - 50 m Hürden (Halle): 6,73 s, 22. Februar 1981 in Grenoble
  - 60 m Hürden (Halle): 7,70 s, 3. März 1985 in Piräus

## Familie
Sein Sohn Simone Fontecchio ist als Basketballspieler aktiv. Weitere Familienmitglieder betrieben Basketball als Leistungssport, darunter sein anderer Sohn Luca, seine Ehefrau Amalia und sein Vater Vittorio.